# Alexandre de Salies
Alexandre Danouilh de Salies, plus communément appelé Alexandre de Salies, né à Salies-du-Salat dans le département de la Haute-Garonne le 9 décembre 1815 et mort à Verneuil dans le département de la Seine le 16 mars 1883, est un historien, archéologue, rédacteur en chef et avocat français.
Il est surtout connu pour ses études savantes sur les châteaux de Lavardin et de Vendôme ainsi que sur Foulques Nerra.

## Histoire

### Origines familiales
Fils de Jean-Paul-Alexandre Danouilh, avocat au Parlement, et de Jeanne-Marie-Marguerite de Chenevière du Fay. Son grand-père Jean-Baptiste d'Anouilh avait collé la particule au reste de leur nom durant la Révolution, puis avait porté le nom de "Danouilh-Salies" en mémoire de son ancien titre.
Il descend par son père de notable de Salies-du-Salat, attestés dès la fin du XVIe siècle, devenus par achat, seigneur du lieu en 1744,.

### Jeunesse
Dès son jeune âge il fut intéressé par ce qui relève du domaine archéologique actuel, notamment autour de l'ancien château des comtes de Comminges à Salies-du Salat.
Il commence par faire des études de droit pour devenir avocat en suivant la tradition familiale et se prépara à soutenir un doctorat.

### Le notable condamné (1848-1854)

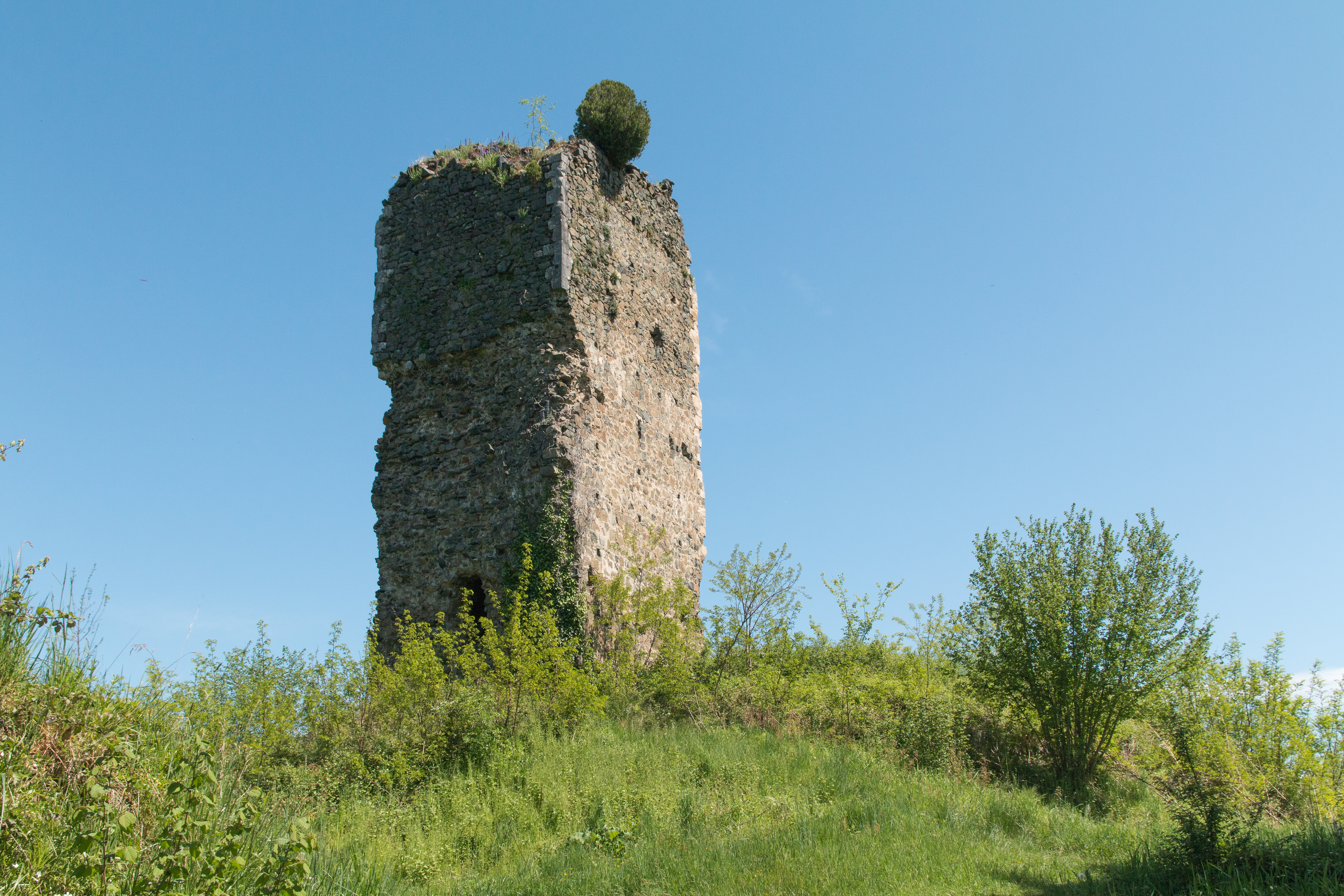
Ruine du château de Salies-du-Salat

On le retrouve à la fin des années 1840, bien établi dans sa ville comme rédacteur ordinaire de la Gazette du Languedoc, la place de rédacteur en chef lui étant même promise, on le poussait même à la députation. Il est élu maire de Salies-du-Salat en juillet 1848 à  33 ans.
Il est marié à Louise-Charlotte-Antoinette Roaldès, dont il a une fille née en 1846.
Alexandre a néanmoins de lourds problèmes financiers, le contraignant à vivre séparé de son épouse, ce qui le fit rentrer dans un certain nombre de pratiques délictuelles. Moins d'un an après son élection en tant que maire, en mai 1849, il est sévèrement condamné pour ses pratiques (avoir commis de nombreux faux et d'en avoir fait usage), pour cela il est destitué de sa fonction de maire,, et fut condamné à six ans de réclusion, dix mille francs d'amende, ainsi qu'à payer les frais de la procédure. Il est alors mis en détention à la prison de Toulouse puis à la prison d'Eysses le 25 octobre 1849. En août 1850 la séparation d'avec sa femme est prononcée. En décembre 1852 une remise de peine d'un an lui est accordé ainsi que, trois ans plus tard, celle de son amende de dix mille francs qu'il est incapable de payer depuis la vente de ses biens.
Libéré probablement vers le milieu de l'année 1854, il est alors ruiné, déshonoré et abandonné de sa famille. C'est alors qu'il change totalement de vie et de région pour s'installer à Tours, c'est là qu'il prendra le nom d'Alexandre de Salies.

### L'érudit local (1855-1876)
Alexandre de Salies s'installe à Tours, rue de l'arbalète, dans le cœur de la vielle ville, zone alors délaissée par les riches notables, il y vit modestement de leçon de piano et de chant et de comptabilité pour un bureau. Il fut toujours dans une situation financière précaire.

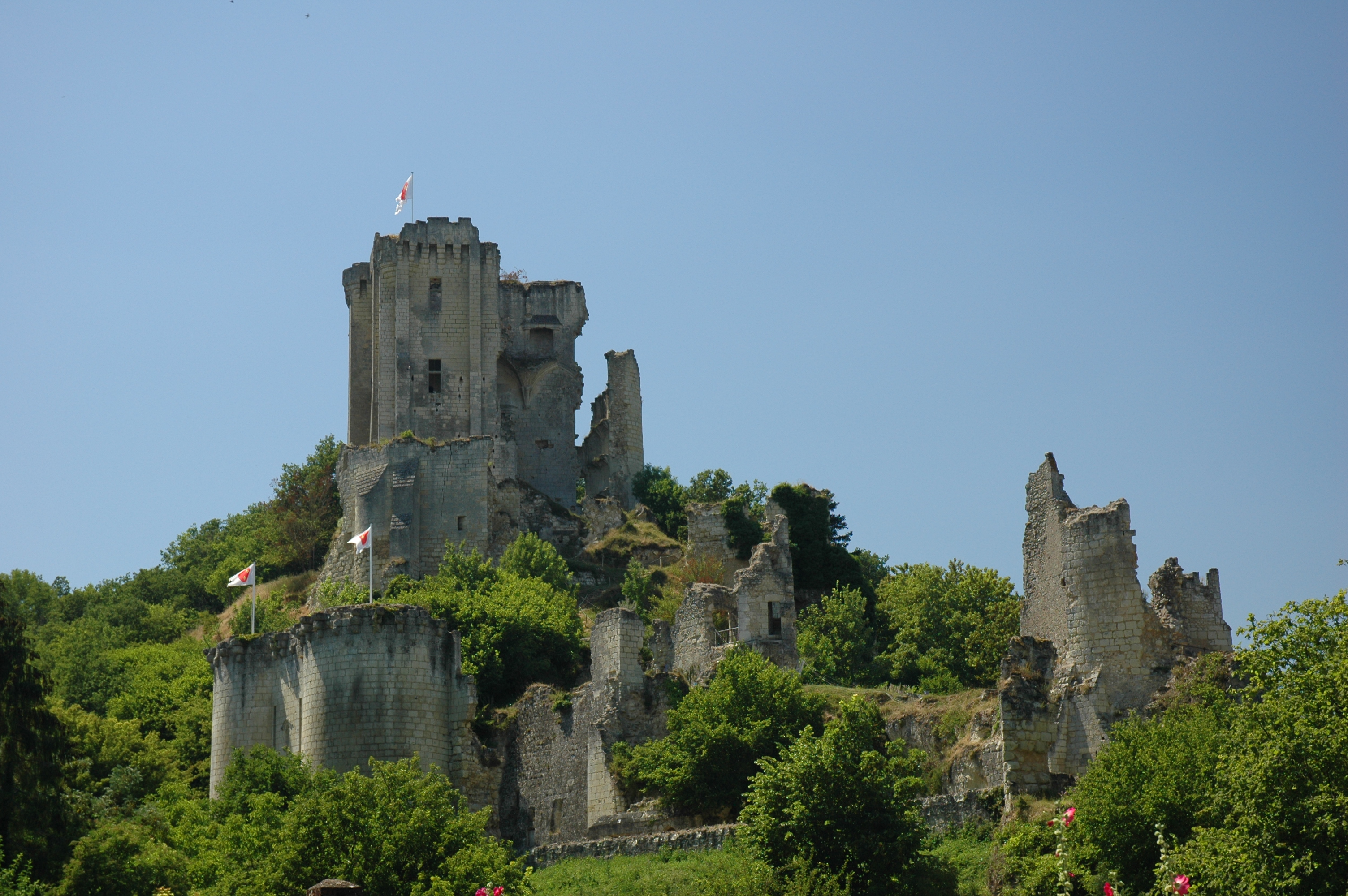
Le château de Lavardin.

Son parcours d'archéologue débute lorsqu'un ami l'amène à Montoire dans le vendômois, d'où il découvre les ruines du  château voisin de Lavardin dont-il s'éprend. Il l'étudia ainsi lors de plusieurs voyages successifs avant de faire paraître en 1865 sa Notice sur le château de Lavardin. C'est alors la première étude sur ce château, elle fut saluée pour sa qualité et sert encore aujourd'hui de référence.
Il envoya son étude au célèbre Eugène Viollet-le-Duc, qui lui en fit une lettre élogieuse, souhaitant même que soient effectués des travaux pour consolider les ruines.
Cette étude lui vaudra d'être reçu au sein de la Société archéologique du Vendômois l'année suivante en 1866. C'est là qu'il liera des amitiés avec notamment Charles Bouchet, Jules Chautard, Gervais Launay et Achille de Rochambeau. Il assiste alors à bon nombre des réunions du bureau jusqu'à y siéger lui-même de juillet 1872 à décembre 1873. Le bureau de la Société archéologique du Vendômois souhaita qu'une correspondance s'établisse entre de Salies et Viollet-le-Duc, à la suite de la lettre de ce dernier, pour la conservation du château de Lavardin.
En 1869 il fait une étude sur le château de Vendôme, pour laquelle il reçut de nouveau une lettre de Viollet-le-Duc approuvant ses travaux, et que la Société archéologique vendômoise remarqua de nouveau.
Il quitte Tours pour Angers de mars 1872 à juillet 1873, dans le but de se rapprocher des sources pour son nouvel ouvrage sur Foulque Nerra publié en 1874. Dans le même temps il entreprend le déblayage du cachot du donjon de Lavardin en mai 1872. À cette même période on le retrouve lors des Congrès Archéologiques de France tenus à Angers (1871), Vendôme (1872) et Châteauroux (1873).
Lors de celui tenu à Vendôme il fait des conférences sur les fortifications de Lavardin Vendôme et Trôo.
La publication de son Histoire de Foulques Nerra lui vaudra de nouveau la reconnaissance de ses pairs notamment dans le bulletin de la Société archéologique de Touraine de 1875 par un compte rendu d'une vingtaine de pages sur l'ouvrage.
Peu après la parution de cet ouvrage il décide de quitter Tours pour Paris, cherchant probablement une plus grande reconnaissance de ses pairs et une meilleure situation sociale.

## Ouvrages et articles d'Alexandre de Salies
- Alexandre de Salies, Notice sur le château de Lavardin, Tours, coll. « imp. Bouserez », 1865.
- Alexandre de Salies, De Vendôme à La Bonnaventure, Les Roches Lavardin Montoire et Trôo, 1873, 74 p..
- Alexandre de Salies, Le château de Lavardin, épisodes de la vie féodale au XVe siècle, Paris, 1879, 288 p. (lire en ligne).